# 세이유 어워드
세이유 어워드(일본어: 声優アワード)는 일본의 성우 관련 상이다. 세이유 어워드 실행위원회가 선정하는 우수한 성우에게 주어지는 상으로, 매년 3월에 시상식이 개최된다.

## 개요
2006년 외부 영상 방송 개시 50주년에 해당하는 것을 기념하여 성우 업계의 발전과 인재 육성의 장으로 2006년도에 설립되었다.
남우 · 여우주연상, 남우 · 여우주연상 , 신인 남우 · 여우상, 가창상 , 퍼스널리티상, 특별공로상 및 공로상, 시너지상, 토미야마 케이상 이외에, 제3부터 해외 팬 상, 제4회부터 키즈 패밀리 상, 제5회부터 타카하시 카즈에상, 제6회 최다 득표상과 세이유 어워드 특별상이 추가되었으며, 제7회에 해외 팬 상이 폐지되어, 총12개 부문 16개 상이 수여된다.
남우주연상 · 여우주연상 · 퍼스널리티상 수상자는 시상식 후 분가방송 《A&G 슈퍼RADIO SHOW~아니스파!~》 (2015년 폐지), 《A&G TRIBAL RADIO 에디슨》에 출연하고 있다.